# 石修
石修（英語：Bill Chan Shek Sau，1947年11月21日—），原名陳碩修，香港男演員及電視節目主持人，曾效力麗的映聲（麗的電視前身）、亞洲電視、無綫電視及香港電視網絡藝員，現時離職後仍以自由身形式為無綫拍劇。其「石修」一藝名由著名導演及演員楚原建議下更改，因楚原覺得石修原名的筆劃多而需要簡化，於是提議他把「碩」轉成「石」，兒子為藝人陳宇琛。

## 背景
石修早年在九龍觀塘啟德大廈成長，父母離異後跟隨父親生活。在任職編劇、製片兼副導演的父親陳直康的影響下，石修於八歲出道。他首先在電影《駙馬艷史》中飾演一名小童，結果憑著他的天份，奠定他的童星地位。之後他接拍多齣影片中的小童角色，在三年內，他拍攝了四十齣影片。期間因集中力不足以致學業成績一般而屢次轉校，共計十一次。此外，由於認為拍戲比讀書有趣，所以自就讀一所官立小學開始便經常逃學，經歷過留級階段。在十三歲時，石修為了專注學業，隨即暫停演藝事業。直到在聖若瑟英文中學畢業後，他再接拍《冷暖青春》、《七彩姑娘十八一朵花》等影片。後來粵語影片式微，石修開始拍電視劇。1968年，他獲鍾景輝邀請出演《夢斷情天》，成為無綫電視的藝員，1970年為麗的映聲拍攝電視劇，1971年專注於無綫發展，且應蔡和平安排參與《歡樂今宵》演出兩年。1975年由《歡樂今宵》節目組調往話劇組。在1980年代，他除了參演劇集之外，也主持過一些節目如《明日世界》。
直至1984年約滿無綫後，因應劇集《絕代雙驕》、《楊門女將》、《英雄出少年》等劇集受到台灣觀眾歡迎，石修獲台灣的電視台邀請到台灣發展。期間與無綫一方達成口頭協議，以部頭合約演員身份參演無綫劇集。但留台首兩年主力拍劇而未與香港電視台簽約。另一方面與友人於香港合作經營石頭火鍋「爐峯火鍋店」生意。石修從台灣返港後，再度為無綫拍劇。1989年為了讓兒子可在較佳的環境成長，他舉家移民加拿大溫哥華，並跟朋友一同接手當地的木窗工廠生意，為時七年。同時學習木窗工程、會計以及管理方面的課程。
1997年，石修應舊同事邀請加盟亞洲電視，出演《非常女警》。當時他居住在中國廣東省打理其廠房生意。翌年獲曾勵珍致電，接洽再度加入無綫電視事宜。結果他在2000年重返無綫，不再營運前後經營了十二年的工廠，繼續演藝事業，參演《勇往直前》。
2012年至2015年，石修曾轉投香港電視網絡，結束與無綫電視四十四年賓主關係。
2017年6月底，再以部頭合約形式參與無綫電視劇集《兄弟》。
2018年2月1日，無綫官方網站刪除其藝員合約資料，表示其再度離巢，但依然以自由身方式參與無綫劇集。
另外，石修近年為以自由身個人身份形式後並正式無綫電視的拍攝電視劇集。

## 個人生活
石修於1975年與圈外人黃茹麗結婚，婚後育有兒子、香港演員陳宇琛。媳婦林佑蔚是有線新聞前主播。另外，他於1970年代中期曾跟隨香港騎師鄭康業學習騎術。
1981年，石修演出《楊門女將》之時，胃部失去消化能力，吃過的東西完整排出體外，體重兩年內由150磅跌至130磅；最終由鄭少秋介紹一位太極師傅協助治病。

## 演出作品
*以下列表只記錄石修演出過的影視作品，若有遺漏，請協助補充相關資料。

### 電視劇（無綫電視）
| 首播   | 劇名                         | 角色                    |
| 1968年 | 夢斷情天                     | -                       |
| 1970年 | 君子好逑                     | -                       |
| 1971年 | 冷暖親情                     | -                       |
| 1972年 | 良友三部曲                   |                         |
| 1975年 | 愛情組曲                     | -                       |
| 1975年 | 功夫熱                       | 張文雄                  |
| 1976年 | 世界名著之簡愛               | -                       |
| 1976年 | 龍虎豹                       | 何兆中                  |
| 1976年 | 黃飛鴻                       | 梁寬                    |
| 1976年 | 心有千千結                   | 耿若塵                  |
| 1976年 | 家家有本難唸的經之太太去教書 | 李先生                  |
| 1976年 | 龍虎豹II                     | 何兆中                  |
| 1976年 | 狂潮                         | 阿 標                   |
| 1976年 | 逼上梁山                     | 武松                    |
| 1977年 | 男人女人之醉愛               | 司機阿成                |
| 1977年 | 男人女人之集體結婚           | 黃大成                  |
| 1977年 | 大報復                       | 林天賜                  |
| 1977年 | CID II                       | 陳 克（第2集）          |
| 1977年 | 民間傳奇之金玉奴             | 莫 稽                   |
| 1977年 | 民間傳奇之帝女花             | 吳三桂                  |
| 1977年 | 民間傳奇之賭場煞星           | 常英傑                  |
| 1977年 | 民間傳奇之魘                 | 孫 韋                   |
| 1977年 | 家 變                        | 嚴守正                  |
| 1978年 | 幻海奇情之第三身             | 阿 黃                   |
| 1978年 | 人海奇譚之假婚               | 張保華                  |
| 1978年 | 星期日首映之孤影             | 朱日清                  |
| 1978年 | 星期日首映之燈               | 薛潤平                  |
| 1978年 | 惡人世家                     | -                       |
| 1978年 | 奮 鬥                        | 狄 輝                   |
| 1978年 | 一加一之新婚之喜             | 阿 強                   |
| 1979年 | 絕代雙驕                     | 花無缺                  |
| 1979年 | 名劍風流                     | 成親王                  |
| 1979年 | 不是冤家不聚頭               | 招志大                  |
| 1980年 | 仁者無敵                     | 方 真                   |
| 1980年 | 輪流傳                       | 尚躍室                  |
| 1980年 | 勢不兩立                     | 伍澤生                  |
| 1981年 | 過 客                        | 劉敏夫                  |
| 1981年 | 風雨晴                       | 勞競成                  |
| 1981年 | 火鳳凰                       | 甄孝文                  |
| 1981年 | 楊門女將                     | 江上風                  |
| 1981年 | 英雄出少年                   | 洪熙官                  |
| 1981年 | 迷離世界之洋娃娃             | 陳偉生律師              |
| 1982年 | 新民間傳奇之韓嫣翠           | 杜夢生                  |
| 1982年 | 天龍八部之六脈神劍           | 慕容復                  |
| 1982年 | 天龍八部之虛竹傳奇           | 慕容復                  |
| 1982年 | 痴情劫                       | 杜洛夫                  |
| 1983年 | 警花出更                     | 鄺錦輝                  |
| 1983年 | 冤鬼再見                     | 莊偉強                  |
| 1983年 | 無冕天使                     | 康子橋                  |
| 1984年 | 故鄉情                       | 楊承勛                  |
| 1984年 | 摩登幹探                     | 潘振中                  |
| 1985年 | 楚河漢界                     | 項羽                    |
| 1985年 | 六指琴魔                     | 東方白                  |
| 1986年 | 屈 原                        | 張 儀                   |
| 1986年 | 黃金十年                     | 許韋康                  |
| 1987年 | 大班密令                     | 許道宏                  |
| 1987年 | 書劍恩仇錄                   | 文泰來                  |
| 1988年 | 少林與詠春                   | 梁世顯                  |
| 1988年 | 無名火                       | 陳天偉（Joe）           |
| 1988年 | 狂龍                         | 周廷鋒                  |
| 1989年 | 摘星的女人                   | 賀文諾                  |
| 1989年 | 鐵血大旗門                   | 鐵中棠                  |
| 1989年 | 陣陣驚心夜之隔世追魂         | 大律師Dick              |
| 2001年 | 勇往直前                     | 馮偉文                  |
| 2002年 | 法網伊人                     | 關振霆                  |
| 2002年 | 流金歲月                     | 熊百韜（Jonathan）      |
| 2003年 | 當四葉草碰上劍尖時           | Don父                   |
| 2003年 | 衝上雲霄                     | 唐 璜（Philip）         |
| 2003年 | 富豪海灣非凡情緣             | Michael Hui             |
| 2004年 | 烽火奇遇結良緣               | 薛仁貴                  |
| 2004年 | 廉政行動2004                 | 唐裕南                  |
| 2004年 | 無名天使3D                   | 連學文                  |
| 2004年 | 隔世追兇                     | 賀正南/許翰林（Herman） |
| 2005年 | 我的野蠻奶奶                 | 甯豐德                  |
| 2006年 | 潮爆大狀                     | 倪承坤（Richard）       |
| 2006年 | 愛情全保                     | 嚴好景                  |
| 2006年 | 東方之珠                     | 常 昇                   |
| 2006年 | 點指賊賊賊捉賊               | 華三省                  |
| 2007年 | 同事三分親                   | 田在山                  |
| 2007年 | 亂世佳人                     | 松田毅                  |
| 2008年 | 盛裝舞步愛作戰               | 校 長                   |
| 2010年 | 搜下留情                     | 鄭俊昌                  |
| 2010年 | 囧探查過界                   | 葉國昌（葉Sir）         |
| 2010年 | 依家有喜                     | Professor King          |
| 2011年 | 你們我們他們                 | 朱叔叔                  |
| 2011年 | 怒火街頭                     | 蔣柏奇（蔣狀）          |
| 2011年 | 荃加福祿壽探案               | 朱達仁                  |
| 2012年 | 造王者                       | 彭國柱/樊照麟           |
| 2012年 | 名媛望族                     | 霍百鏘（Philip）        |
| 2012年 | 驚艷一槍                     | 蔡 京                   |
| 2018年 | 兄弟                         | 尹成亨（Hunter）        |
| 2019年 | 鐵探                         | 郭展亮                  |
| 2020年 | 反黑路人甲                   | 顧榮章                  |
| 2020年 | 香港愛情故事                 | 邱雄健                  |
| 2021年 | 十月初五的月光               | 全海景                  |
| 2022年 | 回歸                         | 鄭智和                  |
| 未播映 | 非常檢控觀                   |                         |

### 電視劇（麗的映聲）
| 首播   | 劇名   | 角色 |
| 1970年 | 家春秋 | -    |

### 電視劇（香港電視網絡）
| 首播     | 劇名           | 角色               |
| 2014年   | 選戰           | 蘇俊光（CK）       |
| 2015年   | 童話戀曲201314 | 甄青華（Jonathan） |
| 2015年   | 我阿媽係黑玫瑰 | 龍文新（師奶殺手） |
| 2015年   | 導火新聞線     | 張一鳴（Eric）     |
| 暫停拍攝 | 天網           | 科技罪案組成員     |

### 電視劇（亞洲電視）
| 首播   | 劇名       | 角色   |
| 1998年 | 非常女警   | 焦國華 |
| 1999年 | 縱横四海   | 馬壽南 |
| 1999年 | 海瑞鬥嚴嵩 | 仇千   |

### 電視劇（ViuTV）
| 首播   | 劇名       | 角色            |
| 2025年 | 老是常出現 | 彭廣德（Peter） |

### 電視劇（其他）
| 首播   | 劇名                     | 角色         | 性質                   |
| 1977年 | 獅子山下：槍             | 阿賜         | 香港電台單元劇         |
| 1981年 | 廉政先鋒                 | 張震東       | 廉政公署電視劇         |
| 1984年 | 少林寺                   | 關鎮山       | 台灣清裝劇，於台視播出 |
| 1984年 | 少林小福星               | 趙龍英       | 台灣古裝劇，於中視播出 |
| 1984年 | 江湖煙雨十年燈           | 蕭之羽       | 台灣古裝劇，於台視播出 |
| 1986年 | 花月正春風               | 羅華偉       | 台灣連續劇，於華視播出 |
| 1999年 | 法門：抉擇               | 大律師李學良 | 香港電台單元劇         |
| 2006年 | 戀人                     |              | 韓國電視劇（客串）     |
| 2009年 | 流金頌：大發明家         | Robert       | 香港電台單元劇         |
| 2014年 | 别叫我兄弟               | 上官先生     | 內地電視劇             |
| 2014年 | 妻妾成群                 | 金滿堂       | 網絡劇                 |
| 2014年 | 總有出頭天II：創業的天空 | 文哥         | 香港電台單元劇         |
| 2015年 | 鋼鐵之心                 | 鵬哥         | 台灣電視劇             |
| 2015年 | 我的老千生涯             | 雄哥         | 網絡劇                 |
| 2016年 | 无间道                   | 甘文化       | 網絡劇                 |
| 2017年 | 大话西游之爱你一万年     | 如來佛祖     |                        |
| 2019年 | PTU機動部隊              | 郭子成       | 網絡劇（客串）         |
| 2021年 | 布局                     | 李警司       | 網絡劇，2017年拍攝     |
| 2024年 | 名門                     |              | Astro AEC电视剧        |

### 電影
| 年份   | 片名                     | 角色            |
| 1958年 | 駙馬艷史                 |                 |
| 1958年 | 碧血劍                   | 童年袁承志      |
| 1959年 | 人倫                     |                 |
| 1959年 | 白髮魔女傳 (大結局)      | 辛龍子          |
| 1959年 | 七劍下天山               |                 |
| 1960年 | 慈母心                   |                 |
| 1960年 | 雞鳴狗盜                 |                 |
| 1960年 | 晚娘                     | 孔兆昌（少年）  |
| 1960年 | 冷暖親情 (上集)          |                 |
| 1960年 | 賣花得美                 |                 |
| 1960年 | 毒手                     |                 |
| 1961年 | 可憐的媽媽               |                 |
| 1961年 | 七小福                   | 湯美            |
| 1961年 | 火窟幽蘭                 | 洪仔            |
| 1962年 | 鍍金世界                 | 金幼白          |
| 1963年 | 大富之家                 | 盧曉光          |
| 1963年 | 四美圖                   | 余小弟          |
| 1963年 | 海                       |                 |
| 1964年 | 冷燕飄零                 |                 |
| 1964年 | 珍珠魔鬼火               | 周宗英          |
| 1964年 | 故園春夢                 | 姚小虎          |
| 1969年 | 聰明太太笨丈夫           |                 |
| 1969年 | 冷暖青春                 | Jimmy Wu        |
| 1969年 | 玫瑰芍藥海棠紅           | 蔡導演/小蔡     |
| 1969年 | 七彩姑娘十八一朵花       |                 |
| 1971年 | 我為你痴迷               |                 |
| 1973年 | 怪客                     |                 |
| 1973年 | 李小龍的生與死           |                 |
| 1974年 | 太平山下                 |                 |
| 1974年 | 啼笑夫妻                 |                 |
| 1974年 | 多咀街                   | 太子修          |
| 1974年 | 香港73                   | 馮志修          |
| 1974年 | 街知巷聞                 |                 |
| 1974年 | 大鄉里                   |                 |
| 1974年 | 運財童子小祖宗           |                 |
| 1974年 | 乜都得先生               |                 |
| 1975年 | 男人四十一條龍           | 吳多福          |
| 1975年 | 撈女日記                 |                 |
| 1975年 | 緣帽唔怕戴               |                 |
| 1975年 | 醒目雙星香港淘金記       |                 |
| 1975年 | 港澳傳奇                 |                 |
| 1977年 | 滾女搵老襯               | 阿超／王仔      |
| 1979年 | 暴發戶                   |                 |
| 1983年 | 瘋狂83                   |                 |
| 1983年 | 第一把交椅               |                 |
| 1985年 | 花心紅杏                 | 黐老            |
| 1986年 | 心動                     | 凌祖兒前夫      |
| 2000年 | 友情歲月山雞故事         | Chris Chong     |
| 2001年 | 庭院裡的女人             | 吳先生          |
| 2002年 | 夕陽天使                 | 周磊            |
| 2002年 | 黑道風雲                 | 方新南          |
| 2002年 | 殺手狂龍                 |                 |
| 2003年 | 兩個獨立包裝的女人       |                 |
| 2003年 | 連鎖奇幻檔案:生化危城    |                 |
| 2007年 | 雙子神偷                 | 莫教授          |
| 2007年 | 我的老婆是大佬3          |                 |
| 2012年 | 下一個奇蹟               | 陳總裁          |
| 2013年 | 綁架大明星               | 高小蟬舅父      |
| 2015年 | 宅女侦探桂香             |                 |
| 2015年 | 紀念日                   | 黃國棟          |
| 2016年 | 消失的愛人               | 凯峰父亲        |
| 2016年 | 綁架丁丁當               | 丁父            |
| 2016年 | 失戀日                   | 家偉父          |
| 2016年 | S風暴                    | 夏志賢          |
| 2017年 | 拆彈專家                 | 尹晓风（尹Sir） |
| 2019年 | P風暴                    | 懲教署署長      |
| 2019年 | 超级整蛊霸王（網絡電影） | 林成功          |
| 2020年 | 致富者聯盟               |                 |
| 2022年 | 爺們信條                 | 肥仔            |
| 2024年 | 出租家人                 | 馮啟華          |
| 2024年 | 海關戰線                 | 海關副關長      |

### 微電影
| 年份   | 片名                                                   | 角色   |
| 2015年 | 安老按揭計劃微電影《家‧用 （页面存档备份，存于）》     | 陳老爺 |
| 2015年 | 東華三院認知障礙症微電影《珍惜（页面存档备份，存于）》 | 飛鵝哥 |

### 節目主持/司儀
| 年份          | 節目                                                        | 電視台       |
| 1978年-1982年 | 明日世界                                                    | 無綫電視     |
| 1982年        | 星度十二                                                    | 無綫電視     |
| 1998年-1999年 | 真實記錄系列： 《驚心動魄半小時》 《第一目擊》 《邪教末路》 | 亞洲電視     |
| 1998年        | 世界杯乜都有（德國、荷蘭、意大利）                          | 亞洲電視     |
| 2002年        | 明愛暖萬心                                                  | 無綫電視     |
| 2002年        | 延續愛心獻再生                                              | 無綫電視     |
| 2002年        | 旅遊大搜索 芬蘭                                             | 無綫電視     |
| 2002-2004年   | 星光熠熠耀保良                                              | 無綫電視     |
| 2002-2004年   | 萬千星輝賀台慶                                              | 無綫電視     |
| 2003-2004年   | 慈善星輝仁濟夜                                              | 無綫電視     |
| 2003年        | 漫遊冰城哈爾濱                                              | 無綫電視     |
| 2003年        | 康泰旅行社 新西蘭探索之旅                                   | 無綫電視     |
| 2003年        | 保良125載愛心慈善夜                                         | 無綫電視     |
| 2004年        | 峇里加倍開心之旅                                            | 無綫電視     |
| 2004年        | 山青水秀匯名城                                              | 無綫電視     |
| 2006年        | 和諧香港地                                                  | 無綫電視     |
| 2007年        | 光影流情                                                    | 無綫電視     |
| 2007年        | 賞。識。道德經                                              | 無綫電視     |
| 2008年        | 光影流情2                                                   | 無綫電視     |
| 2008年        | 歡樂滿東華                                                  | 無綫電視     |
| 2015年        | 食的秘密                                                    | 香港電視網絡 |
| 2016年        | 食得有法「補」                                              | 有線電視     |

### 舞台劇/音樂劇
| 年份                           | 劇名                               | 角色                             | 場數 | 場地                                             |
| 1973年3月 1973年6月            | 七十二家房客                       |                                  | 8 1  | 利舞台 香港大會堂音樂廳                          |
| 1983年3月                      | 雷雨                               |                                  |      |                                                  |
| 1999年1月                      | 瓊瑤世紀之詩                       | 薛力行                           | 2 1  | 沙田大會堂演奏廳 屯門大會堂演奏廳                |
| 2002年2月 2002年3月 2003年11月 | 西關風情（页面存档备份，存于）     | 陳老爺                           | 2 4  | 沙田大會堂演奏廳 元朗劇院演奏廳 屯門大會堂演奏廳 |
| 2005年6月                      | 感受鄧麗君（页面存档备份，存于）   |                                  | 3    | 香港文化中心大劇院                               |
| 2005年12月                     | 馬路天使（页面存档备份，存于）     | 朱仁德                           | 3    | 元朗劇院演藝廳                                   |
| 2009年1月                      | 我愛萬人迷（页面存档备份，存于）   |                                  | 26   | 香港演藝學院                                     |
| 2012年3月                      | 歌聲無淚（页面存档备份，存于）     | 陳頌年                           | 3    | 元朗劇院演藝廳                                   |
| 2014年10月                     | 歌聲無淚2014（页面存档备份，存于） | 陳頌年                           | 3    | 荃灣大會堂演奏廳                                 |
| 2017年6月                      | 雷雨日出（页面存档备份，存于）     | 周樸園/潘月亭/萬德尊/海爾默/聽差 | 6    | 新光戲院大劇場                                   |
| 2017年9月                      | 紅梅再世（页面存档备份，存于）     | 賈似道                           | 9    | 香港文化中心大劇院                               |

### 廣播劇/聲演/旁述
- 1980年：第九屆東京音樂節之「國際大賽」旁述[30]
- 2001-2002年：香港電台《故事說不完之冰點（页面存档备份，存于）》聲演 賴啟造
- 2003年：香港電台《娛樂滿天愛情劇 - Gigi Love So Q》
- 2014年：好聲金庸系列《射鵰英雄傳（页面存档备份，存于）》《神鵰俠侶》聲演 黃藥師
- 2018年：勵進教育中心「光大控股星聲講故事」《天可汗─唐太宗李世民 （页面存档备份，存于）》聲演 唐太宗

### 參與節目
- 1970年代：歡樂今宵（演出、無綫電視）
- 1982年：香港早晨（嘉賓、無綫電視）
- 1982年：K-100（「通訊站」環節嘉賓、無綫電視）
- 1982年：齊齊唱過十二點（演出、無綫電視）
- 1982年：聖誕日廣場（演出、無綫電視）
- 1983年：K-100（「每周一星」環節嘉賓、無綫電視）
- 1987年：萬水千山廿載情（嘉賓、無綫電視）
- 2001年：萬眾同心公益金（演出、無綫電視）
- 2003年：全城投入電視廣播新里程（演出、無綫電視）
- 2008年：鐵甲無敵獎門人（嘉賓、無綫電視）
- 2009年：香港獨家（嘉賓、無綫電視）
- 2009年：財智達人（嘉賓、無綫電視）
- 2010年：名人廚房（嘉賓、無綫電視）
- 2011年：正識第一（嘉賓、無綫電視）
- 2013年：星級會客室（嘉賓、有線電視）
- 2019年：今日VIP（嘉賓、無綫電視）

### 歌曲
| 年份   | 歌名                                                                           | 收錄合輯                                   |
| 1974年 | 《做人丈夫甚艱難（页面存档备份，存于）》（電影啼笑夫妻插曲）                   | 麗風唱片《啼笑夫妻及花旦英教徒弟電影插曲》 |
| 1977年 | 《心有千千結》 鍾玲玲/石修 （電視劇心有千千結主題曲）                          | 娛樂唱片《狂潮/心有千千結》                |
| 1977年 | 《不敢愛她》 （電視劇心有千千結插曲）                                          | 娛樂唱片《狂潮/心有千千結》                |
| 1977年 | 《猛龍特警隊》 （配音劇集猛龍特警隊香港版粵語主題曲〈猛龍特警隊〉）            | 娛樂唱片《狂潮/心有千千結》                |
| 1977年 | 《彩虹化身俠》 張圓圓/石修 （配音劇集彩虹化身俠主題曲）                        | 娛樂唱片《狂潮/心有千千結》                |
| 1977年 | 《遇得心上人》 石修/關菊英 （電視劇民間傳奇之金玉奴插曲）                      | 娛樂唱片《梁山伯與祝英台/金玉奴》          |
| 1977年 | 《恨海長流》 （電視劇民間傳奇之金玉奴插曲）                                    | 娛樂唱片《梁山伯與祝英台/金玉奴》          |
| 1982年 | 《群星高唱》 楊羣/李司棋/石修/何守信/林嘉華/沈殿霞/胡燕妮/黃淑儀/趙雅芝/黃日華 | 華星唱片《群星高唱》                       |
| 1982年 | 《金曲重溫》 楊羣/李司棋/石修/何守信/林嘉華/沈殿霞/胡燕妮/黃淑儀/趙雅芝/黃日華 | 華星唱片《群星高唱》                       |
| 1982年 | 《願你待我真的好》 石修/黃淑儀                                                 | 華星唱片《群星高唱》                       |
| 1982年 | 《朋友》 楊羣/李司棋/石修/何守信/林嘉華/沈殿霞/胡燕妮/黃淑儀/趙雅芝/黃日華     | 華星唱片《群星高唱》                       |

### 歌曲旁白
- 2015年：《回到最愛的那天》（父親獨白版）- 洪卓立

### 演唱會嘉賓
- 2004年：黃凱芹《黃凱芹夢幻傾情演唱會》
- 2010年：單紫寧《傾城懷念鄧麗君演唱會》
- 2011年：柳影虹《萬般柔情柳影虹演唱會》

### 廣告代言
- 1983年：沙田新城市廣場[31]
- 1985年：金牌馬爹利
- 1987年：聯合航空
- 1989年：嘉綠仙口香糖
- 2010年：六味地黃丸（页面存档备份，存于）
- 2015年：安老按揭計劃
- 2017年：星晨旅遊-星晨小包團（與陳宇琛合唱《矛盾只因想旅行》）
- 2018年：安老按揭 終身年金
- 2019年：香港永明金融（短片《十分似》）

### 政府宣傳片
- 2015年：建造業議會 資深工人註冊安排
- 2017年：長者醫療卷
- 2019年：長者接種肺炎球菌疫苗
- 2022年：入境事務處 全港市民換領身份證計劃（最後階段）

## 著作
- 2013年：自傳《石修寫》（學誠出版有限公司）

## 外部連結
- 石修的新浪微博
- 石修的Instagram帳戶
- 石修的Facebook專頁（页面存档备份，存于）
- 石修lonely heart cafe的Facebook專頁（页面存档备份，存于）
- 石修在互联网电影资料库（IMDb）上的資料（英文）
- 石修在香港影庫上的簡介